# Chrysobothris leechi
Chrysobothris leechi es una especie de escarabajo del género Chrysobothris, familia Buprestidae. Fue descrita científicamente por Barr en 1974.
Se encuentra en  Canadá (Alberta y Columbia Británica), también en los Estados Unidos (California, Idaho, Montana, Nevada y Washington).
Se alimenta de Pinus aristata y P. ponderosa.